# イノサウルス
イノサウルス（Inosaurus）は白亜紀前期に現在のサハラ砂漠付近に生息した恐竜に対する疑わしい属名である。現在までのところ部分的な化石しか発見されていない。

## 概要
タイプ種（唯一の種でもある）はInosaurus tedreftensisで1960年にアルベール・ド・ラパラン（en ）により記載された。種小名は発見地であるIn Tedreftに由来している。ド・ラパランは1地点で発見された数個の椎骨と左の脛骨に基づいてこの種を記載した。これらはイルハザン層群（Irhazen Group）のベリアス期もしくバーレム期の地層で発見された。ド・ラパランはまたニジェールのテグマ層群（Tegema Group）のアルブ期の地層で発見された4つの椎骨についてもこの属であるとし、これをパラタイプとした。全ての標本はパリの国立自然史博物館に収蔵されている。これらとは別に、ド・ラパランはエジプトで発見され、エルンスト・シュトローマーにより記載された椎骨についてもイサノサウルスのものとしている。
これらの椎骨はすべて同じ形態を持っている。小型の動物であるにもかかわらずがっしりとした造りで、非常に長く細い血道弓小関節があり下側に正中溝がある。
イサノサウルスは非常に断片的な特徴の化石しか発見されておらず、また化石は3つの異なる場所から発見され、関係のない別の種の化石に基づいたキメラの可能性もあり、今日では疑問名（nomen dubium）と考えられている。

## 註
1. ↑  A. F. de Lapparent, 1960, "Les Dinosauriens du "Continental intercalaire" du Sahara central", Mémoires de la Société géologique de France, nouvelle série 39(88A): 1-57

## 参照
- Inosaurus in the Theropod Database